# Syrphoctonus rhysus
Syrphoctonus rhysus är en stekelart som först beskrevs av Setsuya Momoi 1973.  Syrphoctonus rhysus ingår i släktet Syrphoctonus och familjen brokparasitsteklar. Inga underarter finns listade i Catalogue of Life.